# Chicken Invaders
 (septembre 2017).
Si vous disposez d'ouvrages ou d'articles de référence ou si vous connaissez des sites web de qualité traitant du thème abordé ici, merci de compléter l'article en donnant les références utiles à sa vérifiabilité et en les liant à la section « Notes et références ».

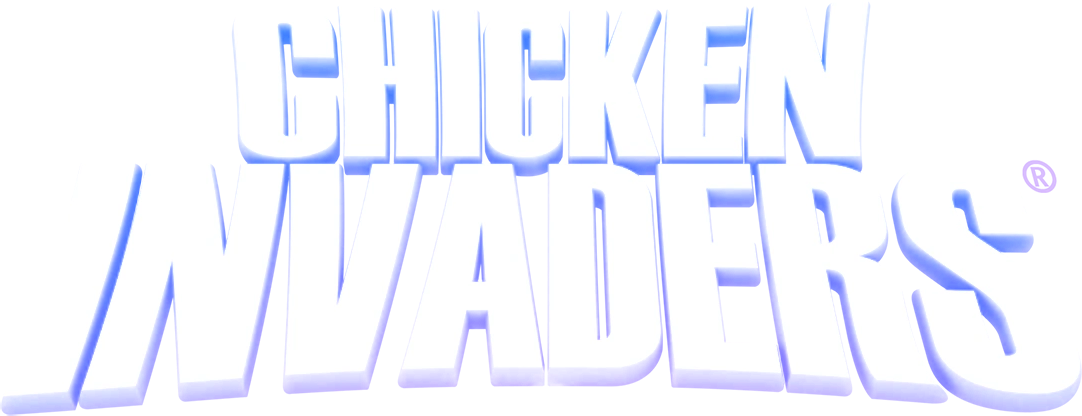
Logo de la franchise Chiken Invaders

Chicken Invaders est une série de jeux vidéo de shoot them up créée en 2003 par InterAction Studios. Ce jeu est une parodie de Space Invaders où les aliens sont remplacés par des poulets. Cette saga se compose de cinq volets : Chicken Invaders, The Next Wave, Revenge of the Yolk, Ultimate Omelette et Cluck of the Dark Side.

## Le Jeu
L'action de la saga se déroule dans le futur. Des poulets extraterrestres venant d'une autre galaxie envahissent le système solaire. Leur unique objectif est de détruire la Terre et ses habitants afin de venger leur congénères poulets qui sont mangés par les humains depuis des centaines d'années. Vous incarnez un humain, pilote de vaisseau spatial, qui doit détruire les poulets en leur tirant dessus. Le jeu se rapproche ainsi beaucoup de Space Invaders par la manière de jouer. Sur un fond noir avec des étoiles, le joueur doit tirer sur les poulets qui arrivent du haut de l'écran.

## Épisodes

### 1- Chicken Invaders (Les poulets envahisseurs)
Dans ce premier épisode, les poulets extraterrestres attaquent la Terre pour la première fois. Le héros embarque dans son vaisseau spatial pour les exterminer alors qu'ils sont tout près de la planète.

### 2- The Next Wave (La nouvelle vague)
Les poulets envahissent le système solaire dans le deuxième épisode. Le héros doit encore les vaincre et pour cela visite toutes les planètes du système solaire, en commençant par Pluton, pour stopper la "nouvelle vague" qui donne son nom à l'épisode.

### 3- Revenge of the Yolk (La vengeance du jaune d’œuf)
Après sa deuxième victoire contre les poulets, le héros croit en un repos bien mérité. Toutefois, encore dans l'espace, il aperçoit une lueur à côté du Soleil. Il décide d'aller jeter un coup d’œil. Il découvre que les poulets ont construit une machine de destruction : l’Œuf de la Mort. Après avoir tué un poulet géant, il insulte la machine. L'Œuf de la Mort réagit mal et tire dans le vaisseau. Le héros parvient à échapper au rayon mais tombe par mégarde dans un trou noir. Celui-ci le transporte à l'autre bout de la Voie lactée, à "100 000 années-lumière" du système solaire. Le héros va devoir parcourir ce trajet pour retourner dans le système solaire et détruire l'Œuf de la Mort avant qu'il ne soit opérationnel et ne détruise la Terre.

### 4- Ultimate Omelette (Omelette ultime)
Alors qu'il a vaincu les poulets pour la troisième fois, le héros savoure sa victoire dans l'espace lorsqu'un portail intergalactique s'ouvre devant lui. En sort un vaisseau extraterrestre piloté par John Duff Solo. Celui-ci lui explique qu'il doit le suivre dans le portail car l'avenir de la Terre en dépend. Le héros le suit et atterrit dans une autre galaxie. Il y découvre des poulets et leur dernière machine de guerre, un canon à omelette mortel. Le héros va devoir empêche les poulets d'utiliser cette nouvelle arme pour détruire la Terre.

### 5- Cluck of the Dark Side (Le gloussement du côté obscur)
Le cinquième et dernier épisode de la saga. Le héros découvre la dernière invention des poulets : l'Enterpoule. C'est un vaisseau qui largue devant le Soleil des milliers de plumes noires géantes, cachant sa luminosité et plongeant la Terre dans l'obscurité. Le but des poulets est de refroidir la planète jusqu'à la mort de ses habitants. Encore une fois, le héros doit les en empêcher.

## Easter Eggs
On peut remarquer dans certains épisodes des "easter eggs" (ou références cachées) à d'autres œuvres de science-fiction, ou autres.
À partir de l'épisode 3, le héros s'arrête au début de chaque épisode au Space Burger, un restaurant posé sur un astéroïde où il commande du poulet. C'est une référence aux enseignes de fast-food, où l'on prend commande de repas rapidement et que l'on trouverait partout ... même dans l’espace ! Mais chaque fois qu'il veut manger, les poulets lancent une nouvelle attaque et il doit reporter son repas à plus tard.
Dans l'épisode 3, l'Œuf de la Mort est une référence à l'Étoile de la Mort dans Star Wars.
Dans l'épisode 4, John Duff Solo est un clin d’œil à Han Solo, encore une fois dans Star Wars. Il se trouve que son vaisseau ressemble au Millenium Falcon, le vaisseau de Han Solo. Le nom John Duff se prononce comme "jaune d’œuf", "yolk" en anglais, qui donne son nom à l'épisode 3.
Dans l'épisode 5, l'Enterpoule est une référence à l'Enterprise, le vaisseau dans Star Trek. De plus, le titre "Cluck of the Dark Side" fait référence au côté obscur ("dark side") de Star Wars.

## Sources et références
- Site officiel